# Tossa de Puigbò
El Tossa de Puigbò és una muntanya de 1.269 metres que es troba al municipi de Gombrèn, a la comarca catalana del Ripollès. A la base de la muntanya s'hi troba el lloc de Puigbò, amb el mas de Puigbò, l'església i les ruïnes del catsell de Puigbò.